# 품앗이
품앗이는 임금을 주지 않는 한(韓)민족 고유의 1대1의 교환노동 관습이다. 파종·밭갈이·논갈이·모내기·가래질·논매기·밭매기·퇴비하기·보리타작·추수 등의 농사일은 물론 지붕잇기·집짓기와 수리·나무하기 같은 생활상의 품앗이, 염전의 소금일·제방쌓기에 이르기까지 널리 활용되었다. 대개 마을을 단위로 해서 이루어지는데 노력(勞力)이 부족할 때 수시로 이웃 사람에게 요청했다. 사람들간의 교환노동으로 서로의 품격 높은 신뢰를 전제로 하며, 개별 노동의 실제 가치를 따지지 않고 참여자의 개별 상황을 인정하면서 이루어지는, 신뢰와 인정을 바탕으로 한 한민족 고유의 관습에 대한 명칭이다. 품앗이로 하는 일은 농사를 비롯해서 퇴비(堆肥)·연료장만·벼베기와 같은 일 뿐만 아니라 큰일에 음식을 장만하고 옷을 만드는 일도 포함된다.
품앗이는 자연 마을에서 행해지며 친족 관계, 동족 관계, 계층 관계, 지역성, 인접성 등에 의해 결정된다. 품앗이는 사람뿐만 아니라 소와 사람 사이에도 이루어졌다. 보통 소는 두 사람의 품으로 계산하기도 한다. 품앗이는 두레와는 달리 구성원이 소규모이며 일시적이고 수시로 행해졌다.

## 같이 보기
- 두레
- 계